# Nomada confusa
Nomada confusa is een vliesvleugelig insect uit de familie bijen en hommels (Apidae). De wetenschappelijke naam van de soort is voor het eerst geldig gepubliceerd in 2004 door Schwarz & Gusenleitner.